# 294
Період тетрархії у Римській імперії. У Китаї править династія Західна Цзінь, в Японії триває період Ямато. У Персії править династія Сассанідів.
На території лісостепової України Черняхівська культура. У Північному Причорномор'ї готи й сармати.

## Події

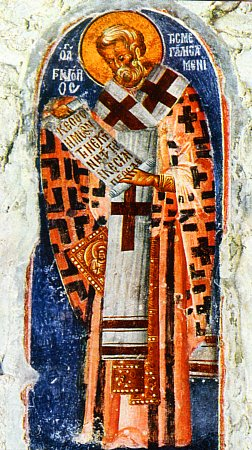
Святий Григорій Просвітник. Візантійська ікона (XIV ст.)

- Цезар Галерій здобуває низку перемог на Дунаї над готами, маркоманами, сарматами і карпами.
- Карпів повністю переселяють у межі імперії, щоб відновити населення, зменшене внаслідок постійних воєн.
- Імператор Діоклетіан йде походом на Александрію проти самозванця Ахіллея і бере місто в облогу.
- Григорій Просвітник (бл. 257 — бл. 331) рукоположений архієпископом Великої Вірменії у Кесарії (Візантія); заснування ним Вірменської (григоріанської) церкви, за догматами наближеної до православ'я, але такої, що сповідує монофізитство.
- Тоба Луґуань (? — 307) очолює китайський кочовий клан сяньбі Тоба (до 307 р.).
- Пізня римська і рання візантійська провінція Гемімонт.

## Народились
- Афанасій Великий (пом. 373 р.) — грецький Отець Церкви, єпископ Александрії (з 328 р.)
- Сима Бао (п. 320) — представник китайської династії Цзінь, що короткий час змагався за престол імператора.

## Померли
- Тоба Фу — правитель китайського кочового клану сяньбі Тоба (з 293).